# Matvei Grigorievich Vainrub
Matvei Grigorievich Vainrub (tiếng Nga: Матвей Григорьевич Вайнруб, 2 tháng 10 năm 1910 - 14 tháng 2 năm 1998) là một trung tướng lục quân Liên Xô, một chỉ huy của lực lượng tăng thiết giáp và đồng thời là phó tư lệnh tập đoàn quân số 62 (sau này là tập đoàn quân cận vệ số 8) trong Trận Stalingrad. Ông là anh hùng lực lượng vũ trang Liên Xô vì những cống hiến vượt bậc trong Chiến tranh Vệ quốc Vĩ đại. Sau chiến tranh, ông là phó tư lệnh Quân khu Kiev. Năm 1970, ông nghỉ hưu.
Matvei Grigorievich Vainrub là em trai của Yevsei Grigorievich Vainrub - một anh hùng lực lượng tăng thiết giáp khác của Liên Xô.